# Nyctegretis
Nyctegretis is een geslacht van vlinders van de familie snuitmotten (Pyralidae), uit de onderfamilie Phycitinae.

## Soorten
- N. aenigmella Leraut, 2002
- N. cullinanensis Balinsky, 1991
- N. impossibilella Roesler, 1969
- N. inclinella Ragonot, 1888
- N. leonina (Hampson, 1930)
- N. lineana - Zomerduinmot Scopoli, 1786
- N. ruminella La Harpe, 1860
- N. triangulella Ragonot, 1901